# Atentatul de la Kyoto Animation
Un atentat incendiar a avut loc la studioul 1 al Kyoto Animation în Fushimi-ku, Kyoto, Japonia. La ora 10:35 (locală), în ziua de joi, 18 iulie 2019, o persoană de 41 de ani a intrat în studio cu un cărucior de 40 litri de benzină, după care a turnat benzina în clădire, peste ieșirile de urgență și angajați, dând foc la tot. În urma atacului au suferit 69 de persoane, dintre care 33 morți și 36 răniți.
Suspectul a fost urmărit de un angajat al KyoAni, după care a fost arestat. Este dezastrul cu cele mai multe victime din istoria recentă a Japoniei.

## Context
Kyoto Animation Co., Ltd (株式会社京都アニメーション sau Kabushiki-gaisha Kyōto Animēshon), prescurtat ca KyoAni (京アニ) este un studio de animații (în special anime și light novel) celebru, care a fost fondat în 1981 în Uji-shi, Kyoto. La momentul incidentului, acesta avea câteva locații în oraș. Studioul 1 se afla în Fushimi-ku, iar Studioul 2 (principal) și Studioul 5 se aflau în Uji-shi, alături de diviza de dezvoltare a mărfurilor, la doar o stație de tren distanță de Studioul 1. Studioul 1, construit în 2015, era folosit de angajații principali ai KyoAni, amplasat lângă gara Rokujizo. La ultima inspecție pe 17 octombrie 2018, clădirea nu a prezentat deficiențe în situații de urgență.<ref name="fdma_20190718_officalreport">
La câteva săptămâni înainte de atentat, angajații KyoAni au primit mai multe amenințări cu moartea, trimise de un anonim, conform lui Hideaki Hatta, președintele KyoAni. Nu se știe dacă au legătură cu atentatul. În orice caz, poliția și câțiva avocați au fost contactați, iar paza a fost sporită.
Atacatorul are cazier, în 2012, acesta a jefuit un magazin de colț cu un cuțit în Ibaraki.

## Incidentul
Între 10:30 și 10:35 (3:30 și 3:35 ora României), atacatorul a intrat în incinta clădirii, de unde, cu ajutorul unui rezervor de 40 de litri, și un cărucior, a turnat carburant în clădire și peste ieșirile de urgență. În tot acest timp, a urlat ”Muriți”, după care, a dat foc la clădire. A reușit să toarne carburant și peste câteva persoane, care au ieșit din clădire cu flăcări pe ei/ele.
Îndată ce focul a început să crească în dimensiuni, oamenii au încercat să fugă, descoperind ieșirile de urgență acoperite în flăcări. Mai multe persoane au murit întoxicate cu fum sau arse de foc, 19 din cele 33 de victime au fost găsite la etajul 3 al clădirii, încercând să folosească ieșirea spre acoperiș.
NHK News, programul de știri național a Japoniei, a declarat că la 15:19<ref name="fdma_20190718_officalreport"> (7:19 UTC+2), că incendiul a fost stins, și ulterior, a declarat că toate persoanele și decedații implicați în incident au fost numărate. Într-un raport publicat la 22:00 (15:00 UTC+2), clădirea a fost declarată ca distrusă în urma incendiului.<ref name="fdma_20190718_officalreport">